# Quốc lộ Xe đạp Hoa Kỳ
Hệ thống Quốc lộ Xe đạp Hoa Kỳ (tiếng Anh: United States Bicycle Route System, viết tắt USBRS, còn được gọi U.S. Bicycle Routes) là một mạng lưới tuyến đường xe đạp dài liên tiểu bang đang phát triển tại Hoa Kỳ. Hệ thống này sử dụng nhiều loại cơ sở hạ tầng xe đạp, bao gồm đường mòn riêng, làn xe đạp, và những đường ít xe cộ. Với một thiết kế tương tự với hệ thống Quốc lộ Hoa Kỳ, mỗi tuyến đường xe đạp nối nhiều tiểu bang và được bảo quản bởi các chính quyền tiểu bang và địa phương. USBRS có mục đích bao gồm tất cả quốc gia, giống như các hệ thống quốc lộ xe đạp khác như các tuyến đường LF của Hà Lan và Mạng đường xe đạp quốc gia Anh và đồng thời có kích thước tương tự với mạng EuroVelo liên quốc gia của châu Âu.
USBRS được thành lập năm 1978 bởi Ban hỗn hợp đặc trách xa lộ liên tiểu bang (AASHTO), cùng cơ quan phối hợp việc đánh số và định rõ các Xa lộ Liên tiểu bang và Quốc lộ Hoa Kỳ. Năm 1982, hai tuyến đường đầu tiên được công bố: USBR 1 từ Bắc Carolina đến Virginia và USBR 76 từ Illinois qua Kentucky tới Virginia. Hệ thống không phát triển cho đến 2010; nhiều tuyến đường được đề nghị năm đó và hệ thống mở rộng lần đầu tiên năm sau. Hệ thống phát triển từ từ về sau. Vào năm 2014, 14 tuyến đường chính yếu và ba tuyến đường phụ trợ kéo dài 6.790 dặm (10.930 km) qua 15 tiểu bang và Đặc khu Columbia. Theo kế hoạch, hệ thống tuyến đường xe đạp sẽ bao gồm hơn 50.000 dặm (80.000 km) khi hoàn thành.

## Danh sách các tuyến đường và kế hoạch

### Các tuyến đường hiện tại
- Quốc lộ Xe đạp Hoa Kỳ 1 – Maine, New Hampshire, Massachusetts, Virginia, Bắc Carolina, Florida
  -  Quốc lộ Xe đạp Hoa Kỳ 1A – Maine (286 kilômét; 178 mi)
- Quốc lộ Xe đạp Hoa Kỳ 8 – Alaska
  -  Quốc lộ Xe đạp Hoa Kỳ 108 – Alaska
  -  Quốc lộ Xe đạp Hoa Kỳ 208 – Alaska
- Quốc lộ Xe đạp Hoa Kỳ 10 – Washington, Idaho, Michigan (776 kilômét; 482 mi)
  -  Quốc lộ Xe đạp Hoa Kỳ 10A – Idaho (71 kilômét; 44 mi)
- Quốc lộ Xe đạp Hoa Kỳ 11 – Maryland
- Quốc lộ Xe đạp Hoa Kỳ 20 – Michigan (499 kilômét; 310 mi)
- Quốc lộ Xe đạp Hoa Kỳ 23 – Tennessee (248 kilômét; 154 mi)
- Quốc lộ Xe đạp Hoa Kỳ 35 – Michigan (805 kilômét; 500 mi)
- Quốc lộ Xe đạp Hoa Kỳ 36 – Illinois (24 kilômét; 15 mi)
- Quốc lộ Xe đạp Hoa Kỳ 37 – Illinois (92 kilômét; 57 mi)
- Quốc lộ Xe đạp Hoa Kỳ 45 – Minnesota
- Quốc lộ Xe đạp Hoa Kỳ 50 – Ohio, Maryland, Đặc khu Columbia (833 kilômét; 518 mi)
- Quốc lộ Xe đạp Hoa Kỳ 70 – Utah (724 kilômét; 450 mi)
- Quốc lộ Xe đạp Hoa Kỳ 76 – Virginia, Kentucky, Illinois, Missouri
- Quốc lộ Xe đạp Hoa Kỳ 79 – Utah (534 kilômét; 332 mi)
- Quốc lộ Xe đạp Hoa Kỳ 87 – Alaska
- Quốc lộ Xe đạp Hoa Kỳ 90 – Florida
- Quốc lộ Xe đạp Hoa Kỳ 95 – Alaska
- Quốc lộ Xe đạp Hoa Kỳ 97 – Alaska